# Princípio de divisão
Em matemática, o princípio de divisão é uma técnica usada para reduzir questões sobre fibrados vectoriais para o caso de fibrados de linhas.
Em sua forma mais comum, o princípio pode ser enunciado do seguinte modo: 
Teorema: Seja {\displaystyle \xi \colon E\rightarrow X} um fibrado vetorial de dimensão {\displaystyle n} sobre um espaço paracompacto {\displaystyle X}. Então existe uma variedade {\displaystyle Y=Fl(E)} e uma aplicação {\displaystyle p\colon Y\rightarrow X} tal que
1. o homomorfismo induzido na cohomologia {\displaystyle p^{*}\colon H^{*}(X)\rightarrow H^{*}(Y)} é injetivo e
2. o pullback {\displaystyle p^{*}\xi \colon p^{*}E\rightarrow Y} se divide como a soma direta de fibrados de linha: {\displaystyle p^{*}(E)=L_{1}\oplus L_{2}\oplus \cdots \oplus L_{n}.}

As classes de Chern {\displaystyle c_{1}(L_{1}),...,c_{n}(L_{n})} são ditas as raízes de Chern de {\displaystyle E}. O ponto é que, como {\displaystyle p^{*}} é injetiva, toda fórmula envolvendo classes de Chern em {\displaystyle Y} vale também em {\displaystyle X}. Para provarmos fórmulas do tipo, portanto, podemos considerar somente somas diretas de fibrados de linha.
O princípio da divisão possui várias variações. A seguinte, em particular, trata de fibrados vetoriais reais e suas complexificações:
Teorema: Seja {\displaystyle \xi \colon E\rightarrow X} um fibrado vetorial real de dimensão {\displaystyle 2n} sobre um espaço paracompacto {\displaystyle X}.  Então existe um espaço {\displaystyle Y} e uma aplicação {\displaystyle p\colon Y\rightarrow X} tal que
1. o homomorfismo induzido na cohomologia {\displaystyle p^{*}\colon H^{*}(X)\rightarrow H^{*}(Y)} é injetivo e
2. o pullback {\displaystyle p^{*}\xi \colon p^{*}E\rightarrow Y} se divide como a soma de fibrados de linha: {\displaystyle p^{*}(E\otimes \mathbb {C} )=L_{1}\oplus {\overline {L_{1}}}\oplus \cdots \oplus L_{n}\oplus {\overline {L_{n}}}.}